# Problema de hierarquia
O problema de hierarquia é um enigma, em física teórica, causado pela não-existência de uma explicação sobre os motivos da existência da grande discrepância entre os aspectos da força nuclear fraca e gravidade.
Existem várias maneiras diferentes de descrever essa hierarquia, cada uma destaca uma característica diferente do problema. Aqui está um exemplo:
- A massa do mais pequeno possível buraco negro, define o que é conhecido como o massa de Planck. Uma maneira mais precisa seria a definição é como uma combinação de constante gravitacional de Newton ({\displaystyle G}), quantum constante h (leia "h-barra") de Planck e a velocidade da luz {\displaystyle c}. A massa de Planck é a raiz quadrada de h-barra vezes {\displaystyle c} dividido por {\displaystyle G}.[2]

{\displaystyle m_{\text{P}}={\sqrt {\frac {\hbar c}{G}}}}≈ 1.2209×1019 GeV/c2 = 2.17651(13)×10−8 kg=21.7651 µg=1.3107×1019 amu.
As massas das partículas W e Z, as portadoras da força nuclear fraca, são cerca de 10 000 000 000 000 000 vezes menores que a massa de Planck. Assim, há uma enorme hierarquia nas escalas da massa de forças nucleares fracas e gravidade.
Mas ao tentar descobrir uma possível explicação para o problema acima, os físicos na década de 1970 perceberam que havia realmente um problema sério, até mesmo um paradoxo, por trás desse número. A questão, agora chamada do problema da hierarquia, tem a ver com o tamanho do campo de Higgs diferente de zero, o que por sua vez determina a massa das partículas W e Z.